# Kloster Zinna (Jüterbog)

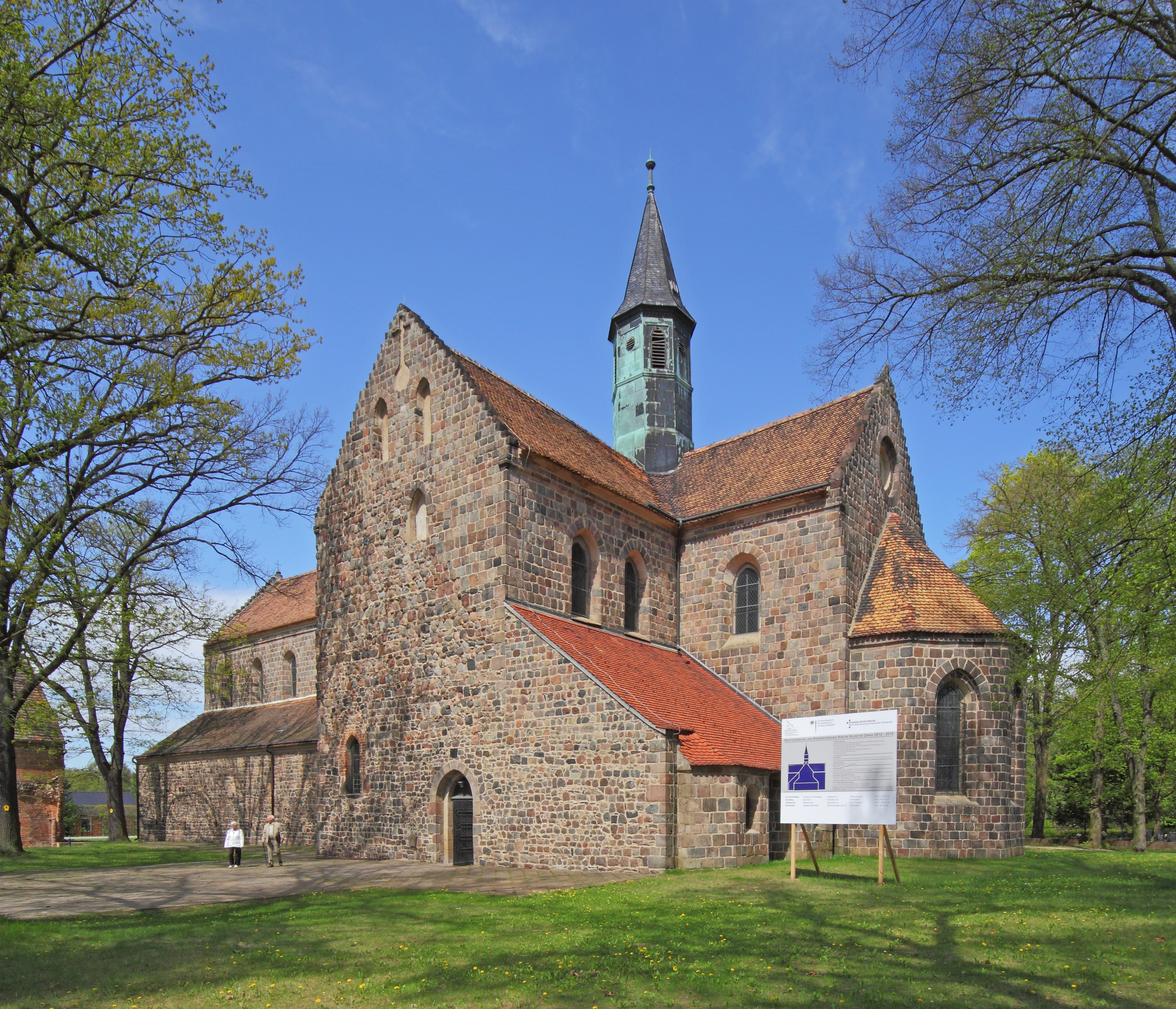
Kloster Zinna

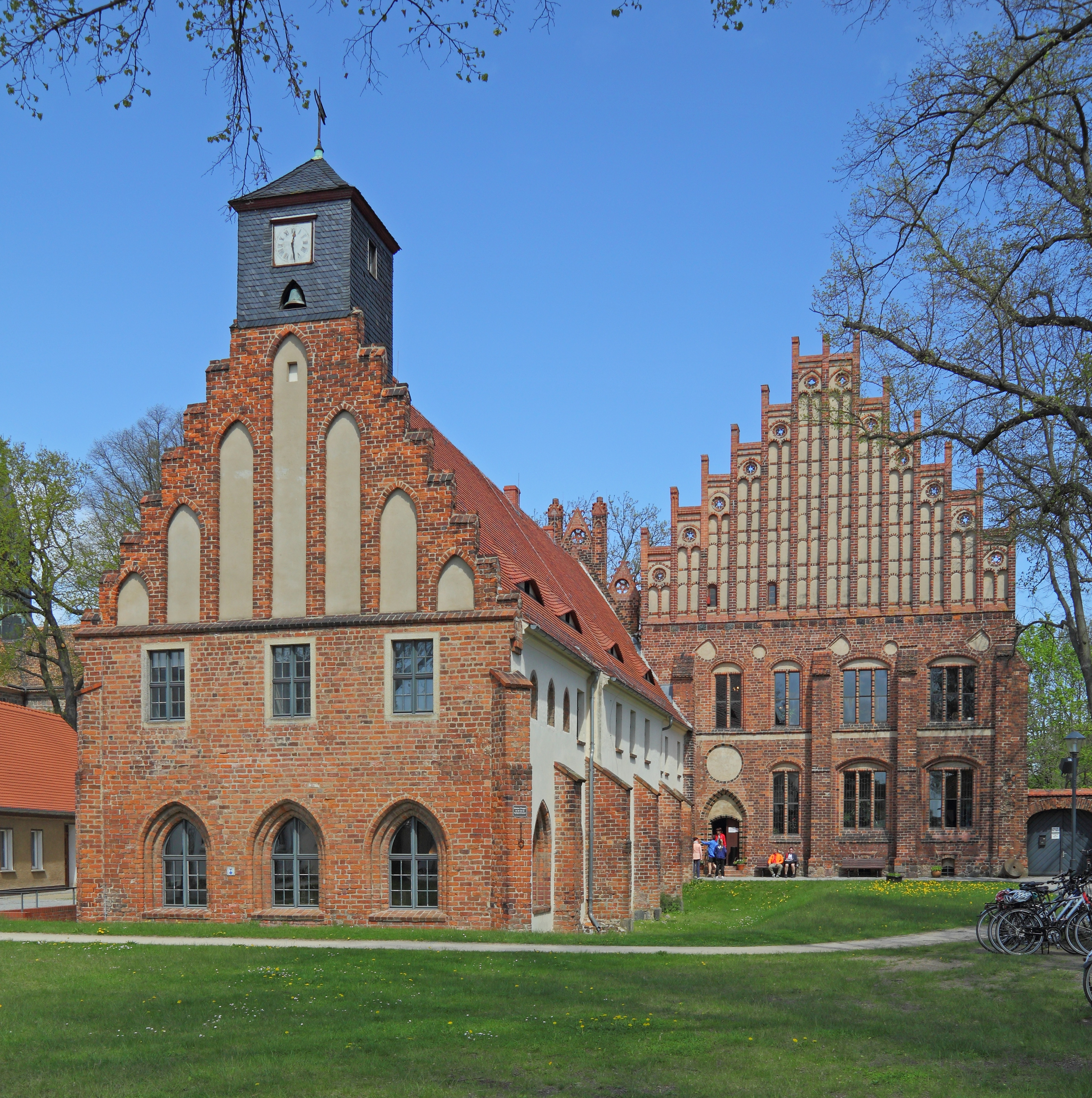
Alte und Neue Abtei des Klosters

Der Ort Kloster Zinna ist ein Ortsteil der brandenburgischen Kleinstadt Jüterbog in Deutschland, drei Kilometer nördlich von Jüterbog. Im Ort befindet sich das ehemalige Kloster Zinna.

## Geschichte

### Frühzeit bis 17. Jahrhundert
Das Ortsgebiet war bereits in der Bronzezeit besiedelt. Später siedelten hier Slawen, der Ortsname geht auf den slawischen Namen Cenna zurück. Im Jahre 1170 gründete der Erzbischof von Magdeburg Wichmann das Kloster, um die Gegend urbar zu machen und gleichzeitig zu christianisieren. Um 1350 lebten rund 60 Mönche und 100 Laienbrüder in Zinna. Das wirtschaftliche und kulturelle Leben blühte. So druckten die Mönche beispielsweise um 1493 den Psalterium Novum Beatae Mariae Virginis, den Zinnaer Marienpsalter; der als das älteste Buch Brandenburgs gilt. Mit der Reformation verließen die Mönche 1553 das Gebiet. Das Kloster gelangte in den Besitz des magdeburgischen, landesherrlichen Amtes Zinna. Einer der ersten Amtshauptleute war Caspar von Oppen, genannt schon vor 1573. 1648 erhielt der letzte Verwalter des Klosterareals Christian Wilhelm von Brandenburg den Ort als seinen Besitz auf Lebenszeit zugesprochen. Er führte einen kleinen Hof und verstarb 1665 in Zinna. Kurzzeitig ging die Administration an den sächsischen Prinzen August. 1680 fiel das Amt, später geführt von adeligen Amtshauptleuten wie Kammerrat Johann Jacob von Cratz oder Oberst David Gottlob von Gersdorf, an die Kurmark. Weitere Amtshauptmänner waren ein Herr von Schertwitz und ein Graf Dönhof. Die Nuthe stellte zu dieser Zeit die Grenze zum sächsischen Jüterbog und dem Amt Jüterbog dar. Um 1676 war eine Kommende des Ordre de la Générosité in Kloster Zinna.

### 18. Jahrhundert
Noch Mitte des 18. Jahrhunderts hatte das Königliche (Closter)-Amt Zinna die Rechtsprechung über die Stadt Luckenwalde inne. Dies betraf ebenso Zinna und Grüna und weitere 24 Dörfer der Umgegend. Des Weiteren gehörten zum Amt die adeligen Rittergüter der von Rochow in Stülpe samt allen Nebengütern, der Gutsteil der von Schlieben auf eine Hälfte von Riesdorf, von Hacke (Hake) zu Liepe und Kaltenhausen (Petkus), von Thiele in Wahlsdorf und von Thümen und von Schlabrendorf(f) mit ihren brandenburgischen Besitzungen bei Schönhagen.
Der Siebenjährige Krieg ging auch an Zinna nicht spurlos vorüber, als preußische Truppen auch von hier aus nach Sachsen einmarschierten. König Friedrich II. gründete 1764 eine Weberkolonie und ließ 220 Einheitshäuser für Handwerker errichten. Sie pflanzten rund 300 Maulbeerbäume, um daraus Seide zu gewinnen. Es entstand ein Straßengitter mit kreuzenden Straßen und einem zentralen Platz. Die vier Blöcke umschlossen einen Garten. Der Ort florierte, und es siedelten sich weitere Handwerker, Gastwirte und Weber ein. Die Weber organisierten sich 1769 durch die Gründung einer Innung und errichteten ein eigenes Meisterhaus. Im Jahre 1771 lebten 24 Weber im Ort. Die Fabrik wurde 1776 errichtet, das ehemalige Fabrikgebäude in der Berliner Straße 72 beherbergt ein Museum. Die Hauptbauphase des Ortes endete um 1780. Zu dieser Zeit lebten in Zinna 774 Einwohner in 149 Häusern. Eine weitere Unterstützung der Weber fand durch die 1779 gegründete Brüderschaft der Webergesellen statt.
Am 23. März 1784 erhielt Zinna das Stadtrecht, damit verbunden war ein Marktrecht.

### 19. Jahrhundert
Zu Beginn des 19. Jahrhunderts schien die wirtschaftliche Zukunft des Ortes gesichert. Zinna zählte nun rund 1045 Einwohner. Allerdings siedelten sich im benachbarten Luckenwalde Wolltuchfabriken an, die im Zuge der Industrialisierung preisgünstiger produzierten konnten. Dies führte in Zinna zu einer hohen Arbeitslosigkeit – mehr als zwei Drittel der Weber verloren ihre Arbeit. Dennoch pflegten die Weber ihre Traditionen, wie beispielsweise das jährliche Weberfastnachten, bei dem die Meister und Gesellen ihre erfolgreich abgeschlossene Abschlussprüfung feierten. 1833 waren in der Stadt Zinna 1527 Zivil-Einwohner. 1847 verbot der Jüterboger Landrat dieses ausschweifende Fest, woraufhin der Lehrer Eduard Wegener ein Schulfest einführte. Diese Veranstaltung hat bis in die Gegenwart als Heimatfest Bestand. Als Dank für die Ortsgründung errichteten die Bewohner im Jahr 1864 ein Denkmal für ihren König auf dem zentralen Platz, es wurde 1949 zerstört. Im Jahre 1872 wurde die Siedlung mit dem Amtsbereich des Klosters vereinigt. 1879 ist das im Norden der Gemeinde befindliche 381 ha große kreistagsfähige Rittergut Kaltenhausen-Zinna der Familie Bohnstedt nachgewiesen.

### 20. Jahrhundert bis zur Neuzeit
In den 1920er Jahren bestand das Rittergut Kaltenhausen in einem Umfang von 385 ha, Eigentümer Paul Bohnstedt. Bereits 1919 gründeten zwei jüdische Fabrikanten eine Plüschweberei, die 1937 im Zuge der Arisierung aufgelöst und 1948 in einen VEB umgewandelt wurde. Nach der Wende musste aber auch dieser Betrieb aufgeben. 1929 verlor Zinna das Stadtrecht. 1956 öffnete das Heimatmuseum in der Abtei des Klosters. Seit 1992 gehörte Kloster Zinna zum Amt Jüterbog. 1994 errichtete die Gemeinde das Denkmal für Friedrich den II. neu auf. Am 31. Dezember 1997 wurde der Ort ein Ortsteil von Jüterbog.

## Persönlichkeiten
- Christian Wilhelm von Brandenburg (* 1587 Wolmirstedt; † 1665 Kloster Zinna), war Markgraf, von 1608 bis 1631 Administrator von Magdeburg
- Johann Julius Vieth von Golßenau (* 1713 Kloster Zinna; † 1784 Dresden), Beamter und Zeremonienmeister in Dresden

## Kultur und Sehenswürdigkeiten

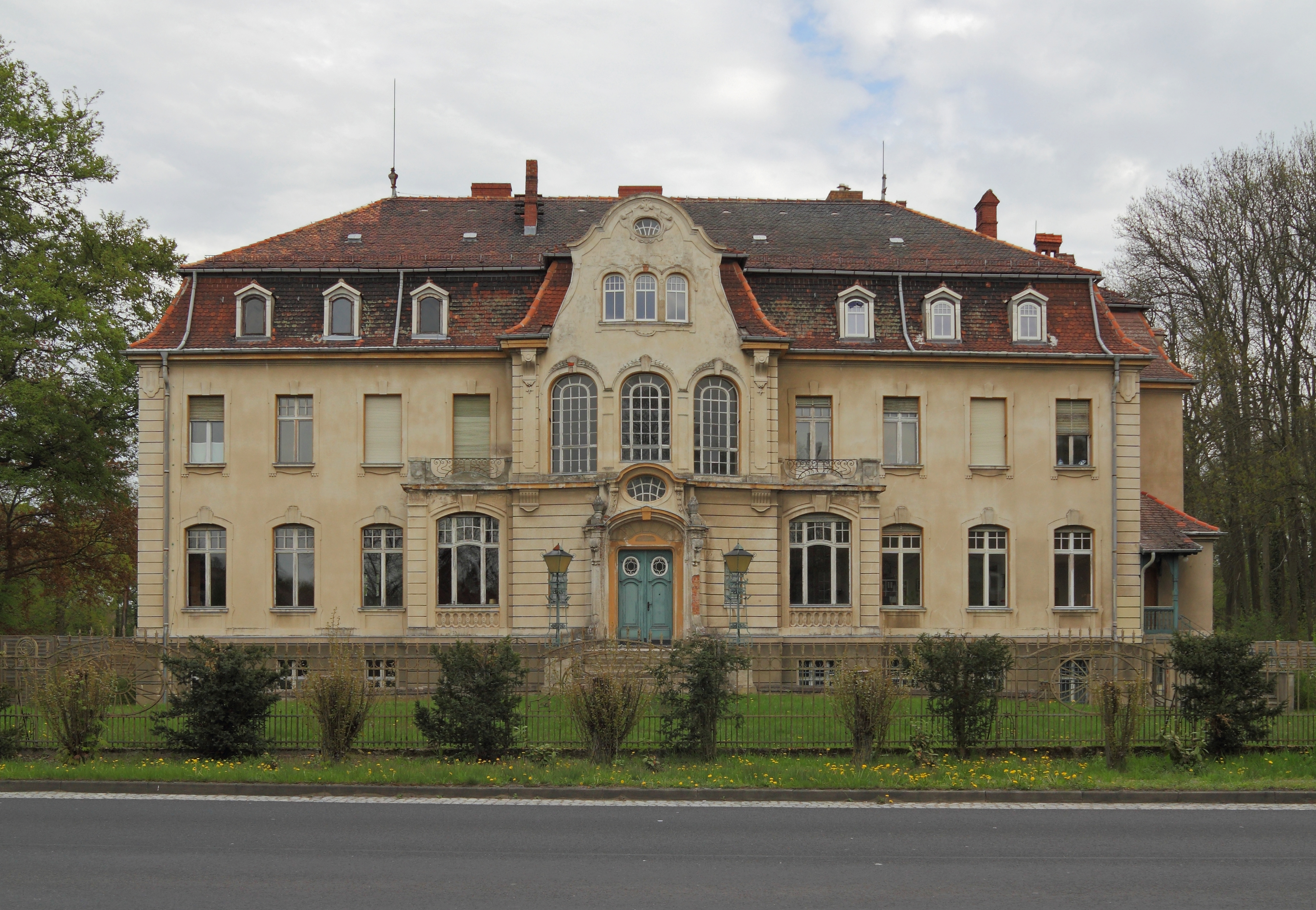
Gutshaus Kaltenhausen

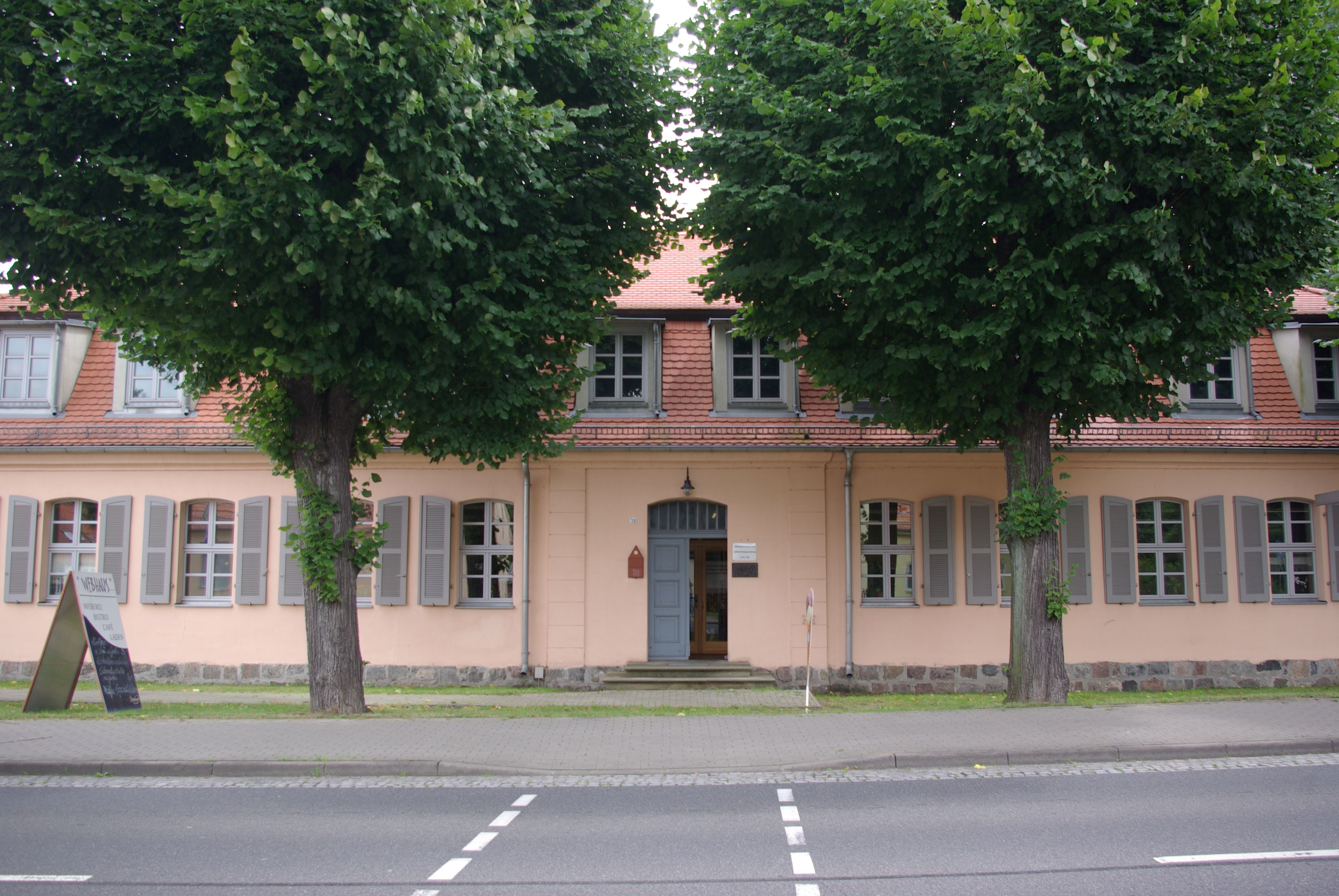
Webermuseum

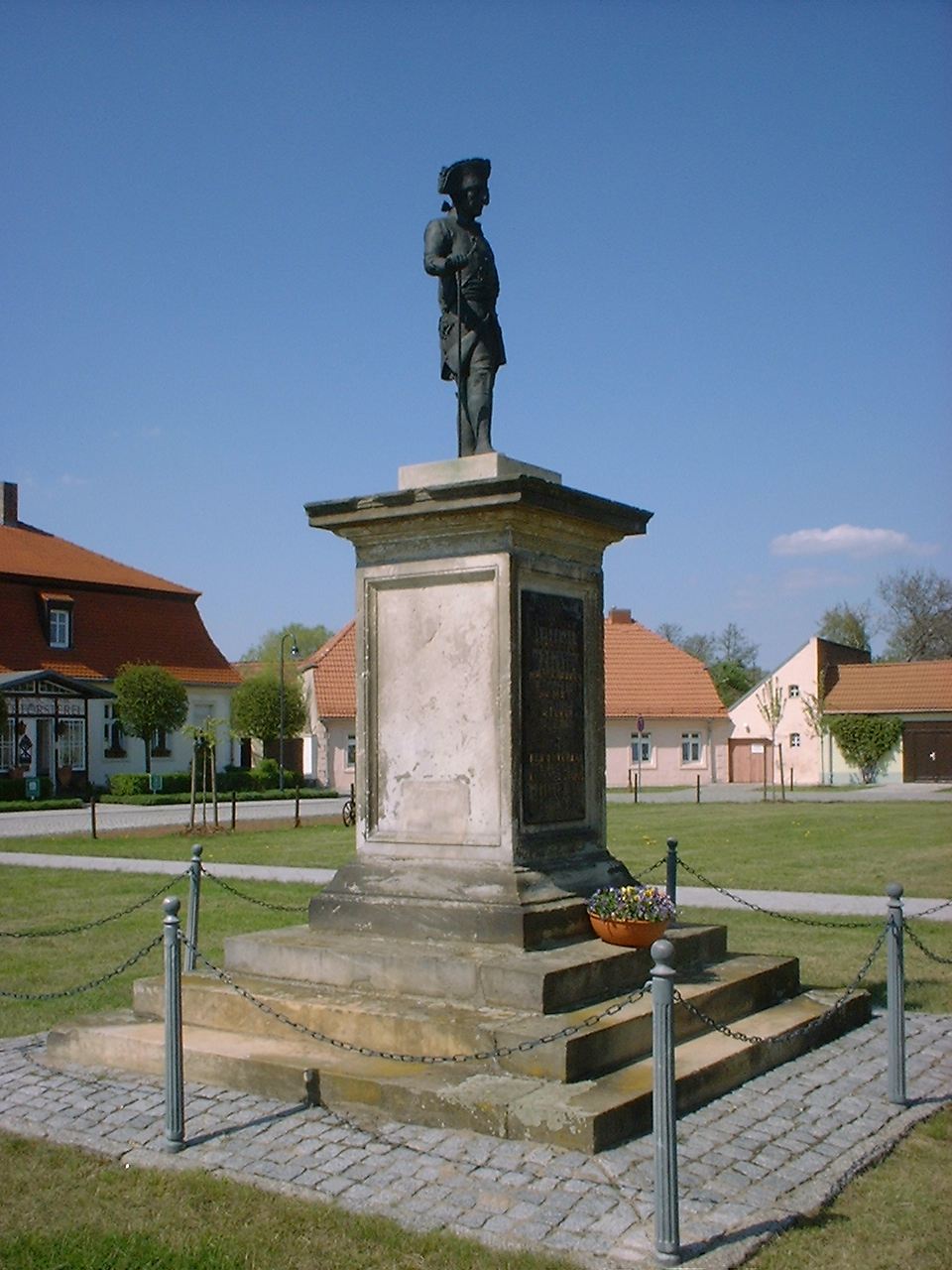
Denkmal Friedrichs des Großen

- Kloster Zinna, ehemaliges Zisterzienserkloster, 1170–1553, mit erhaltener Kirche, Abtshaus und Wirtschaftsgebäude, Museum
- Ehemalige Webersiedlung aus dem 18. Jahrhundert mit Webermuseum in der Berliner Straße 72.
- Der Gutshof Kaltenhausen nördlich des Ortes, ursprünglich auf dem Vorwerk des Klosters, 1480 erstmals erwähnt.[12] Im Jahre 1800 lebten 125 Personen im Gutsbezirk. Im Jahre 1832 erwarb die Familie Bohnstedt das Gut. Die Familie Bohnstedt ließ das Gutshaus in den Jahren 1902 bis 1904 im neubarocken Stil nach einem Entwurf der Berliner Architekten Cremer & Wolffenstein erbauen. Das Gutshaus diente zeitweise als Grundschule.
- Am Westende des ehemaligen Klosterbezirks befindet sich als Naturdenkmal eine Linde, die im 12. Jahrhundert gepflanzt worden sein soll, um dort die letzten heidnischen Slawen zu taufen. Der Baum ist ein Schauplatz in dem Werk Der deutsche Michael von Albert Emil Brachvogel auf. Darin will ein kleiner Junge, Michael von Felgentreu, seine wahre Identität herausfinden. Er wird von seinem Vater jedoch daran gehindert und im Kloster gefangen gehalten. Michael flieht durch ein Gefängnisfenster, rettet sich auf die Krone des Baumes und kann entkommen. In älteren Schriften findet sich daher auch die Bezeichnung Linde vom deutschen Michael. Der Baum wurde in der Silvesternacht 1996 durch ein Feuer schwer beschädigt.[13]
- Am Marktplatz befindet sich ein Denkmal für Friedrich den Großen, der die Weberkolonie gegründet hatte. Laut Inschrift auf der Rückseite wurde es 1949 zerstört, aber am 8. April 1994 durch Spenden von Bürgern und Gästen des Ortes erneuert und die Figur von M. Starke und F. Woike gestiftet. Die Vorderseite trägt die Inschrift:

| Friedrich dem Großen, dem Begründer der Stadt im Jahre 1764, das dankbare Kloster Zinna 1864 |

- Ein Wallrundweg führt auf einer Länge von vier Kilometern um das Gelände herum.
- Die alte Manufaktur der Weberkolonie am Ortsausgang Richtung Jüterbog zeigt die traditionelle Technik des Webens und die Arbeit der Handweber.
- Drei Kilometer nördlich des Ortsteils liegt das ehemalige Militärareal Forst Zinna. Nach Abzug der sowjetischen Armee wurde es Bestandteil des Naturparks Nuthe-Nieplitz.